# Винтовка
Винтовката е ръчно стрелково оръжие с винтови нарези в канала на цевта, предназначено за поразяване на противника в близък бой с куршуми, щик или приклад. Наличието на нарези отличава винтовката от пушката. Обикновено винтовката има дължина на цевта примерно 70 калибъра.
Винтовките с намалена дължина е прието да се наричат карабини.
С карабини са въоръжавани кавалерийските подразделения, артилерията и техническите родове войски.

## История
Основната причина за появяването на винтовките е необходимостта от увеличаване точността на попаденията. Предшественикът на винтовката, гладкоцевният мускет, се отличавал с ниска точност на стрелбата, понеже при изстрел куршумът се движел свободно в цевта и получавал неконтролируемо въртене. По опитен път било изяснено, че пушки с нарези в канала на цевта позволяват да се стреля точно на разстояния по-големи от 100 м.
Някои винтовки, използвани още през Първата световна война, имали обхват от около 800 метра.
След Освобождението на България, новосформираната българска войска е въоръжена изцяло с оръжие, подарено от руската армия. След 1880 г. пушките система „Крънка“ (60 000 броя) започват да се подменят с по-съвършената пушка и карабина „Бердана № 2“ (44 000 броя). След 1889 г., за няколко години българската армия се превъоръжава с модерните магазинни винтовки и карабини „Манлихер“.
В настоящо време в българската, както и в повечето армии по света се използват автомати. Като изключение се използват някои снайперски винтовки и оръжието на почетните караули.

## Тип винтовки
- щурмова пушка (автомат)
- самозарядна винтовка
- ловна винтовка
- снайперска винтовка
- пневматична винтовка